# Balaenoptera omurai
Смуга́ч Омури (Balaenoptera omurai) — вид ссавців з родини смугачеві (Balaenopteridae) ряду китоподібні. Раніше розглядався як карликова форма смугача Брайда. Нині (січень 2007), генетична ідентичність визначена для дев'яти зразків. Морфологічний опис доступно тільки для типового зразка.

## Поширення
Країни: Кокосові острови; Індонезія; Японія; Малайзія; Філіппіни; Соломонові острови. Діапазон поширення смугача Омури погано відомий, тому що на сьогоднішній день дуже небагато особин було підтверджено. B. omurai щонайменше частково симпатричний зі смугачем Брайда (Б. edeni / brydei), і зустрічається як в глибокій воді так і в прибережних районах.